# Mussaenda longipetala
Mussaenda longipetala är en måreväxtart som beskrevs av Hui Lin Li. Mussaenda longipetala ingår i släktet Mussaenda och familjen måreväxter. Inga underarter finns listade i Catalogue of Life.